# 베이징 교외철도 S2선
베이징 교외철도 S2선(北京市郊铁路S2线), 또는 성철 S2선(城铁S2线)은 2008년 8월 6일에 개통한, 징바오 철로(京包铁路)와 캉옌 지선(康延支线)에서 운행하는 통근 열차 운행 시스템이다. 이 노선은 베이징시 시청구 베이징 북역에서 출발하여, 하이뎬구, 창핑구를 거쳐 옌칭구의 옌칭역에 이르며, 다른 지선을 통해 허베이성 화이라이현 사청역에도 이른다. 이 노선은 베이징 최초의 통근철도 고속 수송 시스템으로, 거의 매일 2만명씩의 여객을 수송하고 있다.

## 요금
베이징 시내에서 한 정거장 이용시 5위안, 두 정거장 이상 이용시 6위안이다. 캉좡역과 베이징 시계외에 있는 사청역의 경우 별도의 운임을 따르며, 10위안이 든다.; 베이징 시내 기타 역과 사청간의 요금은 10위안과 베이징 시내 요금을 합하며, 베이징 북역~사청 간의 요금은 16위안이 든다. 요금은 종이 승차권 외에 이카통(北京市政交通一卡通)도 이용할 수 있다. 승객은 교통 카드로 직접 결제하여 역에 들어와 승차할 수 있다. 그러나 카드 잔액이 16위안 이하일 경우 역에 들어올 수 없다. 교통 카드 지불 방식이 다른 지하철과 다른데, 별도의 출입 게이트가 따로 없으며, 역에 들어올때 별도의 단말기로 찍어서 5위안을 지불하고, 역에서 나갈때 다시 찍어서 1위안을 지불한다. 그래서 한 정거장을 이용한 승객들은 대부분 카드를 찍지 않고 역을 나오는데, 이렇게 하지 않으면 두 정거장 이상의 요금(6위안)을 지불하게 되기 때문이다. 하지만 S2선의 카드 단말기에 한 정거장 카드 이용에 대한 설명이 되어있지 않으며, 한 정거장 이용 승객이 요금을 과다 청구하게 되도 환불할 수 있는 방법이 없다. 교통카드가 없는 승객은 역내의 매표창구에서 승차권을 구입후 승차할 수 있다.

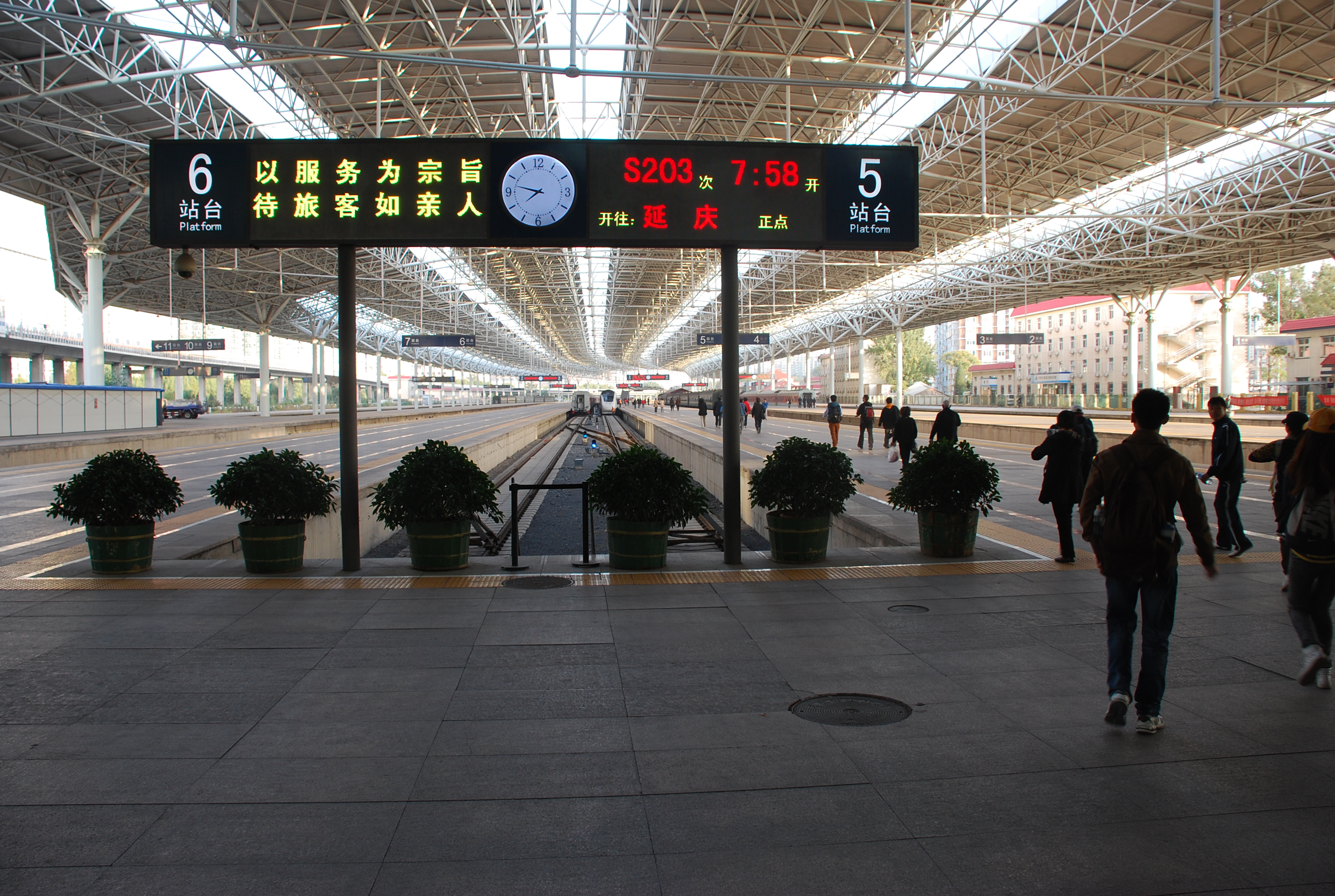
베이징 북역 승강장의 막 출발한 S2선 교외 열차

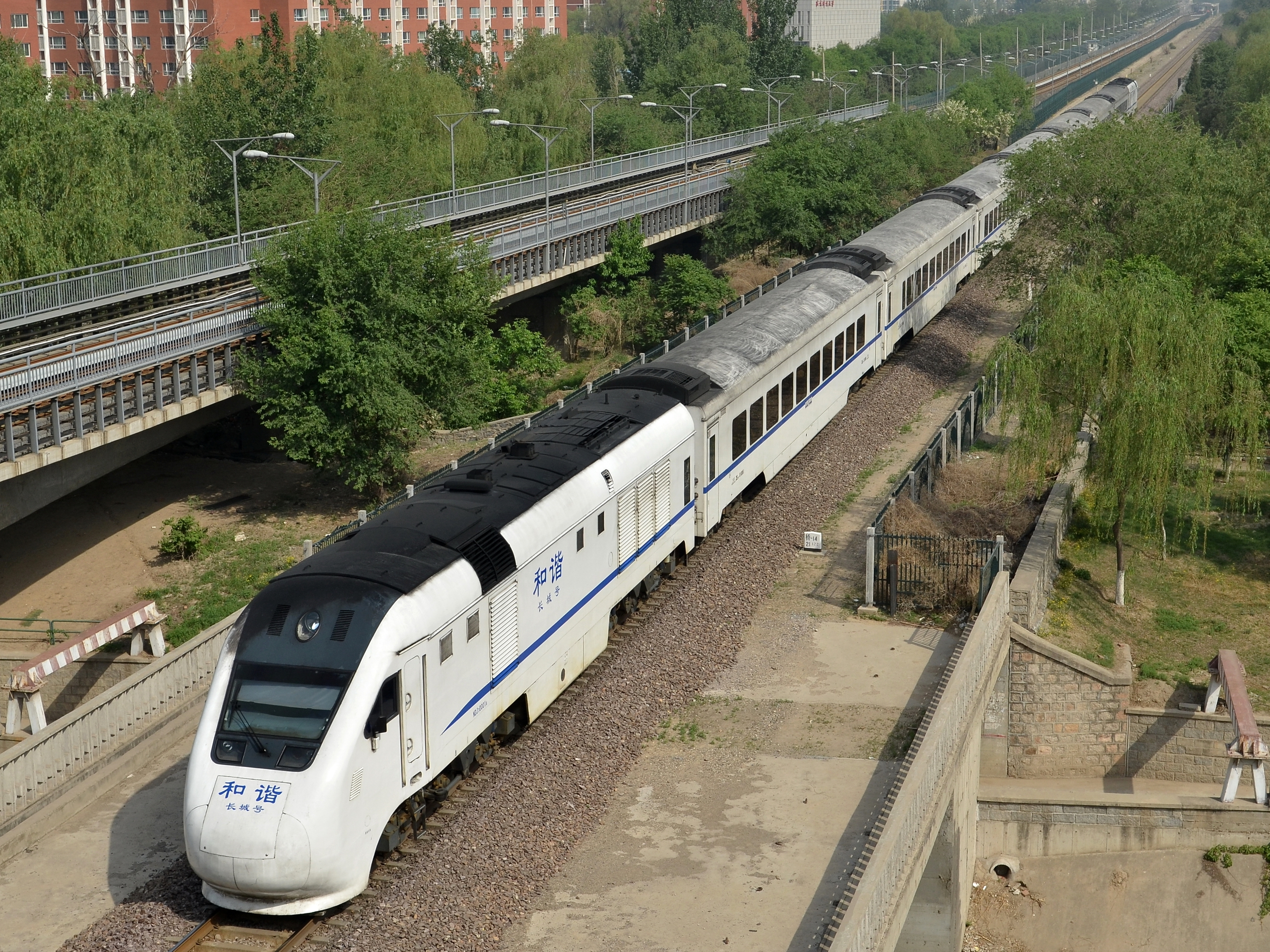
S2선의 NDJ3 화해장성호

## 운행 시간
베이징 북역 첫차는 06:12, 막차는 22:31; 옌칭 첫차는 06:00, 막차는 21:37이다. 열차는 출근 시간대에는 4량 편성, 퇴근 시간대에는 3량 편성으로 운용한다. 출근 시간대 시내 방향의 열차는 바다링을 무정차 통과하고, 그 외 시간대의 열차는 바다링에 정차한다.

## 역사

### 계획
도시 교외 지역의 개발을 지원하기 위해, 2002년 《베이징 성시 궤도교통 선망조정규획(北京城市轨道交通线网调整规划)》에서 베이징 교외철도 건설을 제시하였고, 이주 S2선은 베이징 북역~옌칭의 간선과 사허(沙河) ~ 창핑 북역의 지선을 포함한 간선 철도로 구성되어, 옌칭구와 창핑구의 통근 수요를 충족시킨다.; 2008년전까지 베이징 북역으로부터 창핑까지의 노선을 건설하였다.

### 개통
2008년 베이징 올림픽 중에 팔달령 장성 및 기타 여러 관광지의 방문객들에게 더 편리하게 접근할 수 있도록, 베이징 시와 철도부에서 징바오 철로와 캉옌 지선을 업그레이드하기 위해, 베이징 북역 내부 개선 및 확장, 그 외 6개 역의 개선, 레일 및 침목 교체, 시내 중심부로 곧장 들어오는 연락선 등의 공사를 2008년 4월부터 착공을 시작하였다.
2008년 8월 6일, S2선이 정식으로 개통되었고, 열차 번호는 앞에“Y”대문자를 붙였고, 매일 16대의 열차가 운행되었다. 베이징 북역에서 옌칭 역까지 구간은 1등석 23위안, 2등석 19위안이고, 바다링까지 구간은 1등석 17위안, 2등석은 14위안이다. 평지에서는 120km/h를, 산지에서는 45km/h의 속도로 운행한다. 개통 직후 S2선의 승객들 반응을 반영하여, S2선을 한단계 개조함으로, 평지에서 최고 속도를 160km/h까지 끌어올렸다.

### 요금 할인
높은 요금과 접근성이 낮은 역으로 인해 S2선의 이용률이 감소하여, 운영 과정에서 점점 “좌석 수송(运椅子)”으로 전락하고 있다. 요금 면에서는, 베이징 시정 교통카드로 베이징 공공 교통 919로를 이용할시 옌칭에서 더성먼(德胜门)까지 4.8 위안대에 이르며, S2선의 열차 요금이 다소 높다. ；역 접근성 면에서는, 바다링역(八达岭站)에서 팔달령 장성(八达岭长城) 관광지구까지 도보로 약 10~15분 걸리고, 옌칭 역(延庆站)에서 옌칭 진(延庆镇) 중심지까지 가려면 버스를 갈아타야 한다. 이로 인해, 여행 비수기에 S2선 열차가 8대로 줄었으나, 여전히 적자 운영을 면치 못하고 있다.
침체된 이용객 수를 타개하기 위해, 베이징 시 인민 정부와 베이징 철로국이 공동합의하여,“政府购买服务(정부 구매 서비스)”모델에 따라 S2선의 운영을 장려하고, 관광 철로를 공공화하여 S2노선으로 운영하게 되고, 열차 번호도 앞에 Y 대문자를 넣은 방식에서 S2XX 방식으로 바뀌었다.(기존 Y561-Y591 열차번호 대신 S201-S231로, 기존 Y562-Y592 대신 S202-S232로 바뀌었다.)
먼저, 요금이 대폭 인하되었다.: 1,2등석 및 자유석 등 전 좌석 관계 없이, 2개 역 이상 이용시 6위안, 1개 역 이용시 5위안 부과된다. 또 S2선에서 수송 능력을 조정해, 매일 16량의 열차를 운행하여 운행 시간표를 조정했다. 이 외에, 카드 단말기가 5개씩 설치되어 있어, 승객들이 시정 교통카드를 사용할 수 있도록 하였다.이러한 “新运营模式(새로운 운영 모델)”은 2011년 7월 1일부터 시행되고 있으며, 이후 S2선 승객이 대거 늘어나면서,베이징 북역에서 S2선 승객들의 달리기 행렬이 이어지는 경우가 속출하고 있다.
2012년 12월 21일 이후로, S2선의 베이징북-사청 구간 개통과 함께 S287/288차 열차가 매주 금,토,일 1회 운행하며, 사청역발 6427/6428차 열차가 운행 중단된 이후, 다시 베이징행으로 열차 운행을 재개했다.

S2선 지도

## 종착역 변경
2016년 11월, 징장 성제 철로(京张城际铁路) 건설의 영향을 받아, S2선이 황투뎬 역을 종착역으로 일시 조정했다.

## 선로
S2선은 징바오 철로(|京包铁路)와 캉옌 지선(康延支线)을 사용하며, 총 8개의 역, 전체 77.07 km의 길이를 갖는다. 베이징 북역에서 시작하여, 칭화위안, 칭허, 창핑, 난커우, 바다링을 거쳐, 옌칭에서 종착한다. 바다링에서 지선으로 나와, 캉좡 역을 거쳐 허베이성 장자커우시 화이라이현의 사청에 이른다.

## 철도 차량
S2선 열차로 사용되는 차량은 NDJ3“화해장성호(和谐长城号)”디젤 동력분산식 열차로, 차량 구성은 맨 앞뒤의 동력차 2량, 중간의 (식당차를 포함한) 객차 7량으로 구성되어있다.

## 향후 계획
향후 S2호선은 징장 성제 철로(京张城际铁路)로 전환되어, 이때 바다링창청 역 종착지 이후의 지선을 거쳐서 옌칭 역(延庆站)에 이르게 된다. 개선 이후 베이징북역에서 바다링까지 1시간 반에서 20분에서 20분으로 단축될 것으로 예상되며, 옌칭 역까지는 약 1시간 30분에서 30분으로 단축될 것으로 보인다.

## 역목록
|    |    | 역명             | 중국어         | 영어                          | 접속 노선               | 역간 거리 km | 영업 거리 km | 소재지                           |
| -- | -- | ---------------- | -------------- | ----------------------------- | ----------------------- | ------------ | ------------ | -------------------------------- |
|    |    |                  |                |                               |                         |              |              |                                  |
|    |    | 베이징 북역      | 北京北站       | Beijing North Railway Station | 2 4 13 (시즈먼 역 경유) |              |              | 시청구                           |
|    |    | 칭화위안         | 清华园         | Qinghuayuan                   |                         |              |              | 하이뎬구                         |
|    |    | 칭허             | 清河           | Qinghe                        |                         |              |              | 하이뎬구                         |
|    |    |                  |                |                               |                         |              |              |                                  |
| ●  | ●  | 황투뎬           | 黄土店         | Huangtudian (임시역)          | 8 13 (훠잉 역 경유)     | 0.00         | 0.00         | 창핑구                           |
| ｜ | ｜ | 창핑             | 昌平           | Changping                     |                         | 21.79        | 21.79        | 창핑구                           |
| ●  | ●  | 난커우           | 南口           | Nankou                        |                         | 9.25         | 31.04        | 창핑구                           |
| ●  | ●  | 바다링           | 八达岭         | Badaling                      |                         | 21.19        | 52.23        | 옌칭구                           |
| ｜ | ●  | 옌칭(난차이위안) | 延庆（南菜园） | Yanqing (Nancaiyuan)          |                         | 15.75        | 67.98        | 옌칭구                           |
|    |    |                  |                |                               |                         |              |              |                                  |
| ●  |    | 캉좡             | 康庄           | Kangzhuang                    |                         | 9.31         | 77.29        | 옌칭구                           |
| ●  |    | 사청             | 沙城           | Shacheng                      |                         | 35.45        | 112.74       | 화이라이현 (허베이성 장자커우시) |
|    |    |                  |                |                               |                         |              |              |                                  |

## 참고
1. ↑  S 대문자는 광역철도를 가리키는 독일어 S반(Stadtschnellbahn)의 머리글자에서 따왔으며,; 중국어로는 “통근철로(通勤铁路)”、
“시교철로(市郊铁路)”、“구역철로(区域铁路)”등으로 불린다.
2. ↑  원래 "옌칭 남역(延庆南站)", "룽칭샤 역(龙庆峡站)"로 불렀으며, 다친 선(大秦线)의 옌칭 역 또는 옌칭 북역(延庆站 또는 延庆北站)과는 다른 역으로 현지에서는 “난차이위안 기차역(南菜园火车站)”으로 불린다.
3. ↑  과거의 통근 철도는 모두 완행으로, 같은 거리에서 5시간가량 소요되었다.
4. ↑  Y는 관광열차(旅游列车)에서“游”자의 한어병음에서 따왔다.
5. ↑  승객이 부족하여, 차 안에 빈 좌석이 많아, 마치 (승객이 아닌) 많은 좌석을 실어 나르는 것 같음에서 유래되었다.